# 蒙提祖馬鎮區 (堪薩斯州格雷縣)
蒙提祖馬鎮區（英語：Montezuma Township）是位於美國堪薩斯州格雷縣的一個行政鎮區。

## 地方資料
蒙提祖馬鎮區的面積為514.39平方千米，當中陸地面積為514.04平方千米，而水域面積為0.35平方千米。根據2010年美國人口普查的數據，當地共有人口1532人，而人口密度為每平方千米2.98人。

## 外部連結
- US-Counties.com
- City-Data.com （页面存档备份，存于）